# Maison mitoyenne de la Tour du Moulin
La maison mitoyenne de la Tour du Moulin est une maison située rue de la Tour à Marcigny, dans le département de Saône-et-Loire.

## Protection
La maison fait l’objet d’une inscription au titre des monuments historiques depuis le 17 avril 1931. 